# Каса-Бланка (Техас)
Каса-Бланка (англ. Casa Blanca) — переписна місцевість (CDP) в США, в окрузі Старр штату Техас. Населення — 65 осіб (2020).

## Географія
Каса-Бланка розташована за координатами 26°17′52″ пн. ш. 98°36′37″ зх. д. / 26.29778° пн. ш. 98.61028° зх. д. (26.297641, -98.610251).  За даними Бюро перепису населення США в 2010 році переписна місцевість мала площу 0,09 км², уся площа — суходіл.

## Демографія
Згідно з переписом 2010 року, у переписній місцевості мешкали 54 особи в 16 домогосподарствах у складі 13 родин. Густота населення становила 612 осіб/км².  Було 17 помешкань (193/км²).
Расовий склад населення:
| - 77,8 % — білих - 22,2 % — осіб інших рас |

До двох чи більше рас належало 0,0 %. Частка іспаномовних становила 100,0 % від усіх жителів.
За віковим діапазоном населення розподілялося таким чином: 33,3 % — особи молодші 18 років, 66,7 % — особи у віці 18—64 років, 0,0 % — особи у віці 65 років та старші. Медіана віку мешканця становила 28,0 року. На 100 осіб жіночої статі у переписній місцевості припадало 100,0 чоловіків;  на 100 жінок у віці від 18 років та старших — 111,8 чоловіків також старших 18 років.
Цивільне працевлаштоване населення становило 9 осіб. Основні галузі зайнятості: освіта, охорона здоров'я та соціальна допомога — 100,0 %.